# Unas
Unas ali Uenis (helenizirano Oenas ali Onnos (Maneton)) je bil deveti in zadnji faraon iz Pete dinastije Starega egipčanskega kraljestva. Vladal je 15 do 30 let sredi 24. stoletja pr. n. št. Na prestolu je nasledil Džedkare Isesija, ki bi lahko bil njegov oče. 
O Unasovih dejavnostih je malo znanega, ker je bil Egipt v tistem času v gospodarskem zatonu. Vzdrževal je trgovske stike z levantinsko obalo in Nubijo in izvedel nekaj vojaških operacij v južnem Kanaanu. Bohotenje državne administracije in upadanje faraonove moči se je nadaljevalo tudi med njegovo vladavino in pripomoglo k propadu Starega kraljestva kakšnih dvesto let kasneje. 
Unasova piramida v Sakari je najmanjša piramida faraonov  Starega kraljestva. Spremljajoči pokopališki kompleks z gornjim templjem je z  dolinskim templjem povezovala 750 m dolga tlakovana pot, potratno okrašena s pobarvanimi  reliefi, ki so po kakovosti in različnosti prekašali običajno vladarsko ikonografijo. Razen tega je bil Unas prvi faraon, ki je imel piramidno besedilo, vklesano in pobarvano na stenah sob svoje piramide. Piramidna besedila so prevzeli tudi njegovi nasledniki do prvega vmesnega obdobja (okoli 2160–okoli  2050 pr. n. št.). V Unasovem piramidnem besedilu se faraon istoveti z Rajem in Ozirisom, katerega kult je bil v Unasovem času v vzponu. Bogova sta omenjena kot njegova pomočnika pri doseganju večnega življenja. 
Unas je imel več hčera in morda enega ali dva sina, ki sta ga domnevno nasledila. Maneton, egipčanski svečenik iz ptolemajskega obdobja in avtor prve zgodovine Egipta (Egiptiaka), trdi, da se je Peta dinastija z Unasom končala. Po morebitni kratki vladni krizi ga je nasledil  Teti, prvi faraon iz Šeste dinastije. Arheloške najdbe kažejo, da pri menjavi dinastij med njima ni prišlo do zavestnega preloma, zato je razlikovanje med Peto in Šesto dinastijo morda zavajajoče. 
Unasov pogrebni kult, ustanovljen ob njegovi smrti, je trajal do konca Starega kraljestva in morda celo preživel kaotično prvo vmesno obdobje. Kult je morda obstajal ali bil znova ustanovljen v poznem Srednjem kraljestvu (okoli 2050–okoli 1650 pr. n. št.), kar ni oviralo niti Amenemheta  I. niti Senusreta I. pri odnašanju gradiv z Unasovega pokopališkega  kompleksa.  Unasa so v Sakari častili kot lokalnega boga morda do poznega obdobja Egipta (664–332 pr. n. št.), se pravi skoraj 2000 let po njegovi smrti.

## Dokazi

### Zgodovinski viri
Unas je omenjan na treh seznamih egičanskih faraonov, sestavljenih v Novem kraljestvu. Na Abidoškem seznamu, napisanem med vladavino Setija I.,  je omenjen v 33. vnosu.  Na Sakarskem seznamu je omenjen v 32. vnosu,  na Torinskem seznamu pa v 25. vrstici tretje kolone. Slednja sta bila napisana med vladavino Ramzesa II. (1279–1213 pr. n. št.). Torinski seznam mu pripisuje 30 let vladanja. V vseh virih je omenjen kot deveti vladar Pete dinastije, da je bil njegov predhodnik Džedkare Isesi in naslednik Teti. Takšen vrstni red vladarjev dokazujejo tudi arheološke najdbe, na primer iz grobnic njihovih državnih uradnikov.
Unas je omenjen tudi v Manetonovi Egiptiaki, napisani v 3. stoletju pr. n. št. med vladavino Ptolemaja II. (283–246 pr. n. št.). Izvirno besedilo Egiptiake se ni ohranilo. Znano je iz kasnejših pisanj Seksta Julija Afričana in Evzebija.  Afričan ga enači s faraonom, ki je v Egiptiaki omenjen kot Oonos in je vladal  33 let na koncu Pete dinastije. Afričanovih 33 let se dokaj dobro ujema s 30 leti, ki jih Unasu pripisuje Torinski seznam kraljev.

### Primarni viri
Unasove dejavnosti so dokazane na številnih reliefih iz njegovega piramidnega kompleksa, pisnih dokumentov pa je glede na to, da je vladal domnevno 30 let, presenetljivo malo. Izkopavanja na nekropoli Pete dinastije v Abusirju so odkrila samo štiri datirane napise, ki se lahko brez dvoma pripišejo Unasu. Napisi eksplicitno omenjajo tretje, četrto, šesto in osmo leto njegovega vladaja.   Unas je zapustil tudi skalni napis na otoku Elefantina pri prvem Nilovem kataraktu na meji z Nubijo.
Znanih je več vaz iz alabastra z Unasovo kartušo. Celo posodo in nekaj fragmentov so odkrili celo v Biblosu na vzhodni sredozemski obali. Napis na njej se bere: »Hor Vadžtavi, naj živi večno, kralj Gornjega in Spodnjega Egipta, sin Raja, Unas, živi večno«. Druga vaza, neznanega porekla,  je v Louvreu. Visoka je 17 cm in široka 13,2 cm. Izdelana je iz alabastra in fino okrašena s sokolom z razširjenimi krili in dvema kobrama, ki nosita ank, obdan z Unasovo kartušo. V Brooklinskem muzeju je vrč z Unsovo kartušo in horovim imenom, v Petriejevem muzeju pa so fragmenti kalcitne vaze z dvem Unasovima kartušama.

## Družina
Domneva se, da je egipčanski prestol zasedel po smrti svojega predhodnika in verjetno očeta  Džedkare Isesija,  vendar za domnevo ni nobenega trdnega dokaza. Zgleda, da je prenos oblasti potekel gladko.
Unas je imel najmanj dve kraljici, Nebet  in Kneut, ki sta pokopani  v veliki mastabi ob Unasovi piramidi. Unas in Nebet sta morda imela sina Unas-Anka,  »kraljevega sina«,  »Maatinega svečenika« in »nadzornika Gornjega Egipta«. Unas-Ank je umrl približno v desetem letu Unasovage vladanja. Unas  je imel morda tudi sinova Nebkauhorja in Šepsespuptaha, vendar je umrl brez moškega naslednika.
Imel je najmanj pet hčera: Hemetre Hemi, Kentkaues, Neferut, Nefertkaues Ikuin Sešešet Idut. Status mogoče hčerke Iput je nezanesljiv.

## Vladanje

### Trajanje
Trajanje Unasovega vladanja ni zanesljivo. Zgodovinski viri mu pripisujejo 30 in 33 let vladanja, s čimer se strinja kar nekaj uglednih egiptologov. Trditev potrjujejo prizori z njegovega Sed festivala, odkriti v njegovem pogrebnem templju. Festival se je običajno prirejal po tridesetih letih faraonovega vladanja in je predstavljal pomladitev faraonove moči in oblasti. Sed festival kot tak ne dokazuje, da je faraon resnično vladaj vsaj trrideset let,  saj so ga na primer faraonu Sahureju priredili po manj kot 14 polnih letih vladanja. Veliko egiptologov meni, da je Unas vladal manj kot 30 let, ker ni iz obdobja po njegovem osmem letu vladanja nobenega datiranega zapisa. Jürgen von Beckerath je prepričan, da je vlada dvajset let, medtem ko mu Rolf Krauss, David Warburton in Erik Hornung pripisujejo samo petnajst ket vladanja.  Krajše vladanje potrjujejo tudi najdbe v grobnici  uradnika Nikau-Isesija, ki je umrl v letu enajstega štetja živine med vladanjem Unasovega nasledika Tetija. V Starem kraljestvu so bila štetja živine vsako drugo leto, v Srednjem kraljestvu (okoli 2055–okoli 1650 pr. n. št.) pa vsako leto. Če seštejemo  njegovi službovanji pod obema faraonoma, bi moral biti ob smrti star več kot 70 let, preiskava njegove mumije pa je pokazala, da je bil ob smrti star okoli 45 let.

### Dejavnosti
Trgovanje in vojskovanje
Unasove dejavnosti so zaradi pomanjkanja dokazov malo znane.  Zgleda, da se je trgovanje z drugimi državami, zlasti z Biblosom, nadaljevalo tudi med njegovim vladanjem. Reliefi ob pešpoti v njegovem piramidnem kompleksu prikazujejo trgovski  ladji, ki se vračata z levantinske obale. Na njiju so sirsko-kanaanski  prebivalci, ki bi lahko bili del posadke ladij ali sužnji. Na drugem reliefu so upodobljeni z loki oboroženi Egipčani, ki napadajo kanaanske nomade. Ker so reliefe s podobnimi prizori odkrili tudi na Sahurejevem piramidnem kompleksu, bi lahko bili del ikonografije in ne prikazi resničnih dogodkov.
Unasovi napisi na Elefantini v južnem Egiptu opisujejo faraonov obisk v Spodnji Nubiji. Namen obiska je bil morda pobiranje davkov od lokalnih poglavarjev ali nemiri v tej regiji. Na enem od reliefov v njegovem piramidnem kompleksu je upodobljena tudi žirafa, ki morda kaže na trgovske stike z Nubijo.
Domače zadeve
Egipt je med Unasovim vladanjem doživljal obdobje gospodarskega upadanja, čeprav ni kazal znakov dekadence. Država je bila še  vedno sposobna organizirati pomembne odprave, ki so jo oskrbovale s kamnom za gradnjo faraonovega piramidnega kompleksa. Odprave so dokumentirane na reliefih ob poti do Unasove piramide  in avtobiografski steli državnega uradnika. Slednji poroča o 10,4 m visokih palmiformnih  stebrih iz rdečega granita z Elefantine, ki jih v samo štirih dneh postavil v Sakari in zato dobil faraonovo pohvalo.  Gradnje so potekale tudi na Elefantini.
Do leta 1996 je prevladovalo mnenje, da je bilo med Unasovim vladanjem stanje v Egiptu katastrofalno. Mnenje je  temeljilo na reliefih z Unasovega piramidnega kompleksa, na katerih so upodobljeni sestradani nomadi. Mnenje se je spremenilo, ko so med izkopavanji v Abusirju odkrili podobne reliefe iz Sahurejevega obdobja (zgodnja Peta dinastija), ko je bila v Egiptu blaginja. Na reliefe s takšno vsebino se zdaj gleda kot na standardno upodobitev, ki poveličuje  faraonovo  plemenitost  tudi do prebivalcev puščavskih regij ob egipčanski meji. Upodobitve očitno ne prikazujejo aktualnih dogodkov.

### Smrt in konec dinastije
Maneton v svoji Zgodovini Egipta trdi, da se je z Unasovo smrtjo Peta dinastija končala,  morda zato, ker je umrl brez moškega naslednika.  Smrt bi lahko povzročila nasledstveno krizo, na katero namiguje prestolno ime Unasovega naslednika Tetija Seheteptavi, ki pomeni Tisti, ki je ponovno združil/pomiril obe deželi. Tetijeve zahteve do prestola bi lahko temeljile na poroki z Iput, ki bi lahko bila Unasova hčerka.  Domneva je zelo sporna, ker prenos oblasti v Egiptu nikoli ni potekal po ženski nasledstveni liniji.
Da se je Peta dinastija z Unasom končala, trdita tudi Maneton in Torinski seznam kraljev. Torinski seznam sicer ni organiziran po dinastijah, omenja pa spremembo lokacije faraonove rezidence in prestolnice. Egipčani zamenjave dinastije, če je do nje sploh prišlo, verjetno sploh niso občutili, ker se v državi očitno ni nič občutno spremenilo. Za spremembe ali motnje v državni upravi ni nobenih dokazov, saj so številni državni uradniki nadaljevali svoje službovanje tudi pod Tetijem. Med njimi so bili vezirji (ministri) Mehu, Kagemni in Nikau-Isesi in guverner province Edfu Isi. Egipčani v Starem kraljestvu morda sploh niso poznali pojma dinastija, zato je razlikovanje med Peto in Šesto dinastijo verjetno iluzorno.

## Razvoj religije in države
Džadkarejeva in Unasova vladavina sta bili obdobje sprememb v religiji in ideologiji kraljestva. Spremembe je bilo prvič mogoče dokazati pod Unasom.  Statistična analiza glinenih pečatov s horovim imenom faraonov Pete dinastije je pokazala značilen upad kulta faraona med Unasovim  vladanjem.  Trend se je nadaljeval tudi pod njegovim naslednikom Tetijem, za katerega sta znana samo dva pečata z njegovim horovim imenom. Trend kaže na zmanjšanje vladarjeve moči v korist uradništva in duhovščine.
V tem obdobju je postal pomemben kult boga Ozirisa, ki je zamenjal faraona kot garanta posmrtnega življenja faraonovih podložnikov.  Kult sončnega boga Raja je bil očitno v upadanju, čeprav je bil Ra še vedno najpomembnejše božanstvo egipčanskega panteona.  Džedkare in Unas v nasprotju z večino svojih  predhodnikov iz Pete dinastije nista zgradila sončevih templjev.  V Menkauhorjevem in Unasovem imenu ni tudi nobene omembe boga Raja, ki se je tradicionalno pojavljalo od Userkafa kakšnih sto let pred tem. Piramidna besedila v Unasovi piramidi kažejo, da sta Oziris in Ra še vedno igrala ključni vlogi v faraonovem življenju: Ra kot vir življenja in Oziris kot sila, preko katere se doseže naslednje življenje. Med Unasovim vladanjem bi lahko bila napisana versko pomembna Memfiška teologija, zgodba o ustvarjenju sveta in verskega in socialnega reda skozi besedo in voljo boga Ptaha. Vladar je v njej opisan kot poosebljenje Hora in aspekt Ptaha.  Zdaj prevladuje prepričanje, da je bilo to teološko besedilo napisano kasneje ali v Devetnajsti (1292–1189 pr. n. št.) ali celo v Petindvajseti dinastiji (760–656 pr. n. št.).

## Unasova piramida
Unas je svojo piramido zgradil v severni Sakari med Sekemketovo piramido in Džoserjevim piramidnim kompleksom. Med gradnjo so delavci izravnali in zasuli nekaj starejših grobnic,  med katerimi je bila najpomembnejša grobnica faraona Hotepsekemvija (okoli  2890 pr. n. št.)  iz Druge dinastije. Prvotno ime piramide je bilo »Nefer isut Unas« – »Čudovita so Unasova mesta«. Piramida je najmanjša, zgrajena v Starem kraljestvu. Njeni osnovnici merita 57,7 m, višina pa 43 m.

### Pokopališki kompleks
Unasova piramida je del obsežnega pokopališkega kompleksa, zgrajenega okoli nje. Pot do nje se začne pri nekdanjem jezeru,  ob katerem je stal Unasov dolinski tempelj. Pot od templja do piramide je dolga 750 m, tako kot Kefrenova. Konča se v pogrebnem  templju ob piramidi. Na obeh zidovih  poti so bili pobarvani reliefi, na katerih so bila upodobljena sezonska dela, procesije ljudi iz celega Egipta, obrtniki pri delu, prinašalci daritev, bitke in prevažanje granitnih stebrov za gradnjo piramidnega kompleksa. Pot je bila pokrita s ploščami. Svetloba je v notranjost prodirala skozi   presledek med stropnimi ploščami. 
Pot se je končala v veliki dvorani z odprtim dvoriščem, obdanim s  stebri in skladišči. Na dvorišču je bil vhod v pogrebni tempelj, kjer so se odlagali darovi za pokojnega faraona. Ves kompleks je bil obzidan. V jugovzhodnem kotu obzidja je bila majhna satelitska piramida za faraonovo Ka. V notranje prostore glavne piramide je prvi vstopil francoski egiptolog Gaston Maspero. V pogrebni dvorani je našel prazen sarkofag iz črnega bazalta  in kanopski vrč. V sarkofagu je bilo nekaj kosti, ki bi lahko bile Unasove.

### Piramidna besedila
Glavna inovacija Unasove piramide so prva Piramidna besedila, ena od najstarejših ohranjenih egipčanskih verskih besedil. Unasu so sledili njegovi nasledniki in njihove kraljice od Šeste do Osme dinastije do konca Starega kraljestva kakšnih 200 let kasneje.
V stene podzemnih prostorov je bilo vklesanih 283 magičnih urokov ali izrekov, pobarvanih v modro. Uroki naj bi faraonu  po smrti pomagali premagati zle sile podzemlja na poti k njegovemu  božanskemu očetu Raju.
Urok 217, na primer, se glasi:
Ra-Amon, ta Unas prihaja k tebi 
 duh neuničljiv 
 tvoj sin prihaja k tebi  
 ta Unas prihaja k tebi 
 lahko  prečkaš nebo, združeno v temi 
 lahko se dvigneš v deželo svetlobe, v kateri siješ! 

## Zapuščina
Unasova najbolj neposredna zapuščina je bil njegov pogrebni kult, ki se je nadaljeval najmanj do konca Starega kraljestva. Dokazan je v sedmih grobnicah njegovih svečenikov na nekropoli v Sakari. Tri grobnice so iz zgodnje Šeste dinastije iz časa, po smrti faraona Pepija I. Tri grobnice so iz obdobja Tetija II., sedma pa je s samega konca Starega kraljestva (okoli  2180 pr. n. št.). Vsi svečeniki so imeli v svoja imena vključeno Unasovo ime.
Zgleda, da je njegov kult preživel tudi kaotično prvo vmesno obdobje Egipta do Srednjega kraljestva. V Dvanajsti dinastiji so začeli Unasov pokopališki kompleks razdirati in gradivo uporabljati za gradnjo piramidnih kompleksov Amenemheta I. in Senusreta I.
Razen uradnega Unasovega kulta je obstajal tudi njegov lokalni kult. V Sakari je postal bog sakarske nekropole in tak ostal skoraj 2000 let. Središče kulta ni bilo niti ob njegovi piramidi niti v pogrebnem templju, ampak v dolinskem templju. Z Unasovim kultom bi se lahko razložilo, zakaj je bil njegov piramidni kompleks predmet obširnih obnovitvenih del pod vodstvom princa Kaemveseta, sina Ramzesa II. (1279–1213 pr. n. št.).